# Estación Kitauwajima

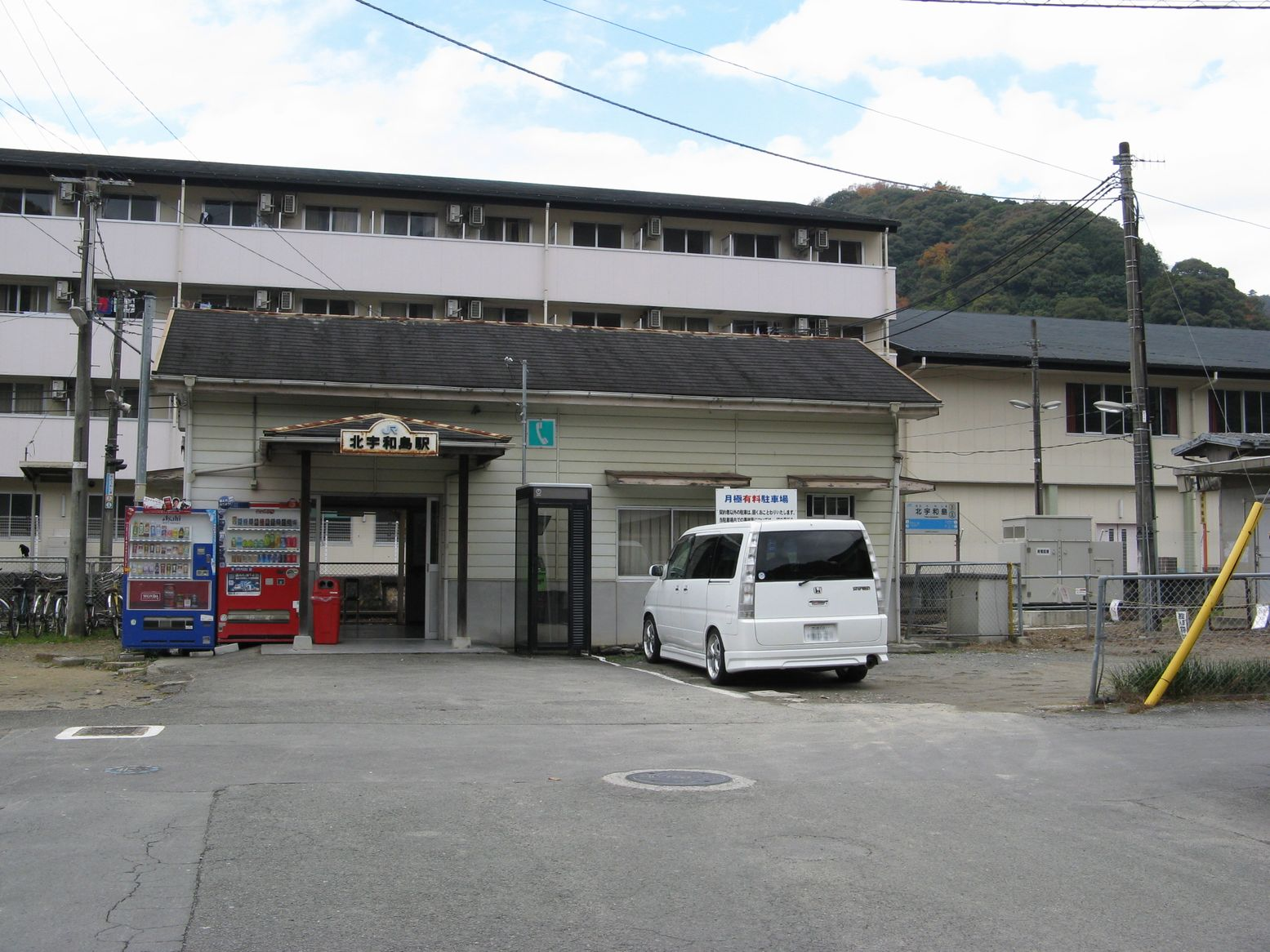
Estación de Kitauwajima.

La estación Kitauwajima (北宇和島駅 Kita'uwajima-eki?) es una estación de las líneas Yosan y Yodo (予土線 Yodo-sen?) de la Japan Railways que se encuentra en la ciudad de Uwajima de la prefectura de Ehime. Los códigos de estación son el "U27" y el "G46".

## Características
Es una de las cabeceras de la línea Yodo y la penúltima estación de la línea Yosan en dirección hacia la estación Uwajima.
■Línea Yosan (U27)
■Línea Yodo (G46)

## Estación de pasajeros
Cuenta con una única plataforma, con vías a ambos lados. La plataforma cuenta con dos andenes (andenes 1 y 2). El andén 2 es el principal y el andén 1 se utiliza para permitir el sobrepaso a los servicios rápidos. 
La venta de pasajes está terciarizada.

### Andenes
| 1 | ● Línea Yosan | Hacia Yawatahama, Oozu, Uchiko, Iyo, Matsuyama, Hojo, Imabari, Nyugawa y Saijo (los servicios rápidos no se detienen) |
| 1 | ● Línea Yosan | Hacia Uwajima (los servicios rápidos no se detienen)                                                                  |
| 2 | ● Línea Yosan | Hacia Yawatahama, Oozu, Uchiko, Iyo, Matsuyama, Hōjō, Imabari, Nyugawa y Saijō (los servicios rápidos no se detienen) |
| 2 | ● Línea Yosan | Hacia Uwajima (los servicios rápidos no se detienen)                                                                  |
| 2 | ● Línea Yodo  | Hacia Kihoku y Matsuno                                                                                                |
| 2 | ● Línea Yodo  | Hacia Uwajima |

## Alrededores de la estación
- Fuji Sucursal Kitauwajima

## Historia
- 1941: el 2 de julio se inaugura la estación Kitauwajima.
- 1987: el 1° de abril pasa a ser una estación de la división Ferrocarriles de Pasajeros de Shikoku de la Japan Railways.

## Estación anterior y posterior
- Línea Yosan 
  - Estación Takamitsu (U26)  <<  Estación Kitauwajima (U27)  >>  Estación Uwajima (U28)

- Línea Yodo
  - Estación Muden (G45)  <<  Estación Kitauwajima (G46)  >>  Estación Uwajima (G47)